# Pachysentis gethi
Espèce
Pachysentis gethi est une espèce d'acanthocéphales de la famille des Oligacanthorhynchidae. C'est un parasite digestif d'un Mustélidé (Eira barbara) du Brésil.

## Systématique
Le nom valide complet (avec auteur) de ce taxon est Pachysentis gethi (Machado-Filho, 1950).
L'espèce a été initialement classée dans le genre Prosthenorchis sous le protonyme Prosthenorchis gethi Machado-Filho, 1950.
Pachysentis gethi a pour synonyme :
- Prosthenorchis gethi Machado-Filho, 1950

### Étymologie
Son nom spécifique, gethi, lui a été donné en l'honneur du Dr. Geth Jansen.

### Publication originale
- (pt) Domingos Arthur Machado Filho, « Revisão do gênero Prosthenorchis Travassos, 1915 (Acanthocephala) », Memórias do Instituto Oswaldo Cruz, Rio de Janeiro, Institut Oswaldo-Cruz et Instituto Oswaldo Cruz, Ministério da Saúde (d), vol. 48,‎ 1er janvier 1950, p. 495-544 (ISSN 0074-0276 et 1678-8060, OCLC 1197361, PMID 24539413, DOI 10.1590/S0074-02761950000100020, lire en ligne).